# My Happy Family
My Happy Family (Chemi Bednieri Ojakhi) è un film del 2017 diretto da Nana Ekvtimishvili e Simon Groß.
La pellicola è stata in competizione al Sundance Film Festival, quindi ha preso parte al Festival di Berlino 2017 nella sezione Forum.

## Trama
In un appartamento di Tbilisi vive una tradizionale famiglia georgiana formata da una coppia, Manana e Soso, i genitori di lei, Lamara e Otar, i due figli Lasha e Nino, e il fidanzato di quest'ultima Vakho.
Al cinquantaduesimo compleanno di Manana, giungono a casa il fratello Rezo con la sua famiglia e altri amici. Manana li ignora ostentando un atteggiamento di indifferenza che sconcerta gli altri familiari. Qualche giorno più tardi mette in atto un piano che meditava da tempo: lascia la casa andando ad abitare da sola in un appartamento affittato in una zona più periferica.
Non dà alcuna spiegazione e questo rende la cosa ancora più difficile da accettare. D'altra parte i figli sono grandi e i genitori autosufficienti, mentre con il marito, evidentemente i rapporti non sono più idilliaci da tempo.
Con il tempo si comprenderà la ragione dell'abbandono di Manana. La stessa infatti, sotto mentite spoglie, va a curiosare a casa di quella che è stata l'amante di suo marito e che ora sta crescendo da sola un figlio tredicenne, frutto di un rapporto del quale non vengono dati altri dettagli.
Nino lascia Vakho, che la tradiva, e la madre corre a consolarla. Manana non è fuggita dalla famiglia, si è solo distaccata rendendosi autonoma. Così partecipa anche all'incontro che introdurrà in famiglia Kitsi, la compagna di Lasha, incinta.
Il marito prova un riavvicinamento andandola a trovare, con molta circospezione. Lei, dopo aver cacciato dei vicini che il fratello Rezo aveva incaricato per proteggerla da potenziali molestatori, lo accoglie con freddezza e poi vi trascorre insieme la serata ponendogli una serie di interrogativi.